# Castianeira teres
Castianeira teres là một loài nhện trong họ Corinnidae.
Loài này thuộc chi Castianeira. Castianeira teres được Eugène Simon miêu tả năm 1897.